# Palla (begudes)

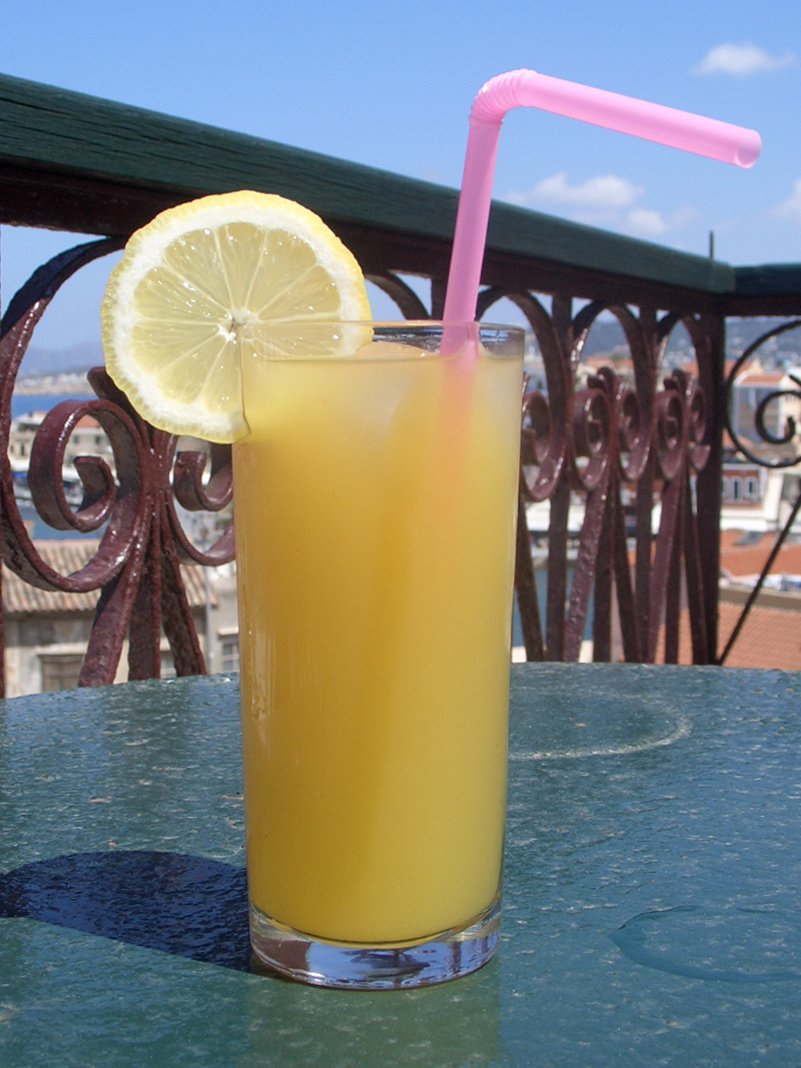
Beguda amb una palla de plàstica

Una palla o canya és un estri utilitzat per xuclar begudes. La forma més comunament utilitzada arreu del món consisteix en un canonet d'aproximadament un pam de llarg, generalment de plàstic o polietilè, recte o en forma d'acordió a la part superior, per la qual surt el líquid.
Les palles van ser inicialment ofertes al mercat com una opció per reduir el risc de contraure una malaltia si es bevia directament de recipients, gots i tasses que no estaven en condicions prou higièniques.
El nom de palla o canya, en català, fa referència a la forma cilíndrica i vuida dels vegetals a les quals s'assemblen.

## Història

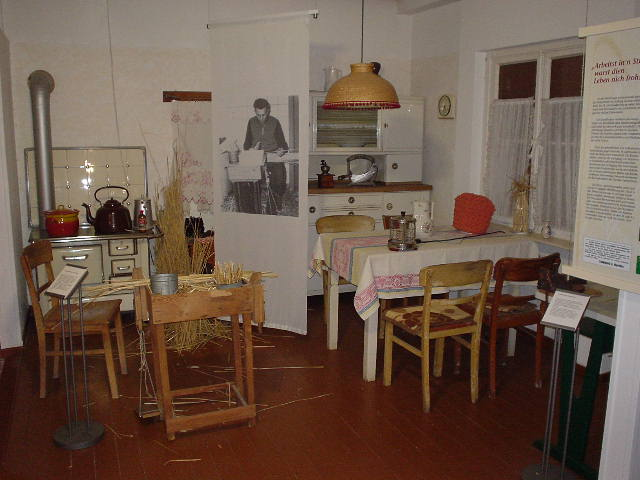
Fabricació artesana de palles de palla als anys 1950.

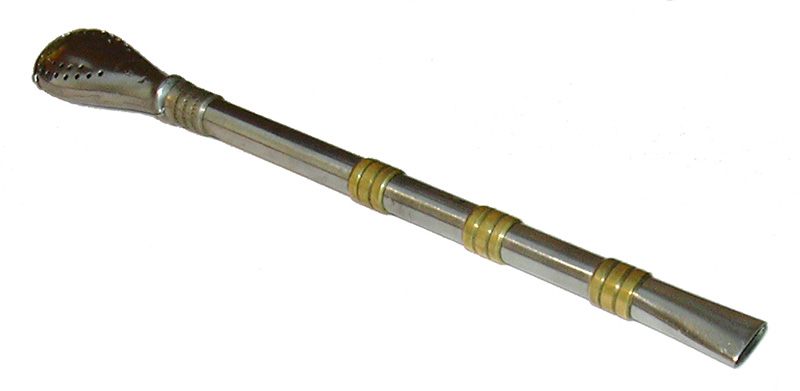
Una bombilla, utilitzada a l'Argentina i l'Uruguai pel mate

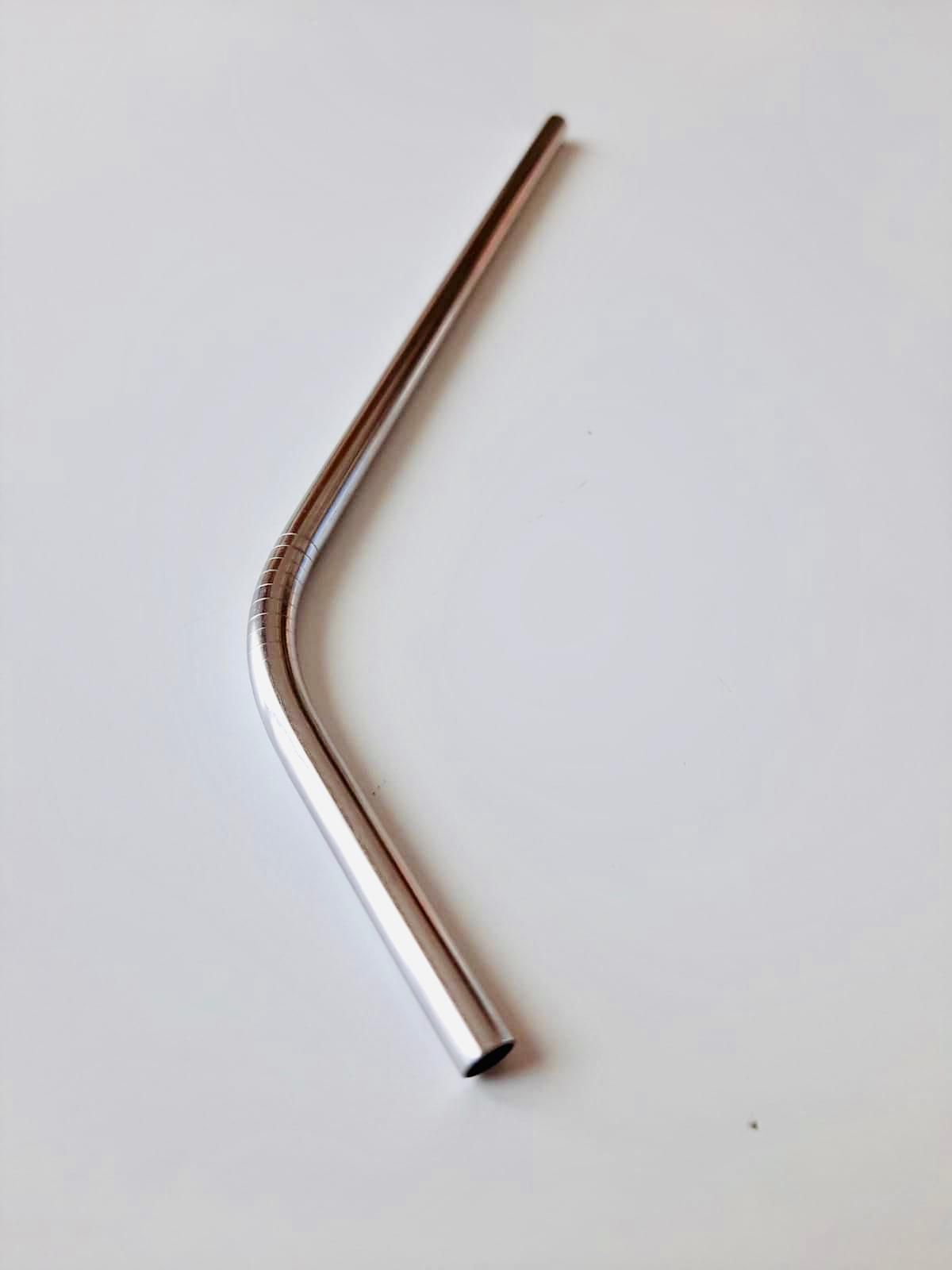
Palla d'acer reutilitzable modern

Tot i que es creu que és un invent molt antic, no se sap quan va sorgir la idea d'utilitzar les palles per a xuclar begudes. Les primeres palles conegudes van ser fetes pels sumeris, per beure cervesa. La primera palla documentada es va trobar en una tomba sumèria datada del segle XXX aC i consisteix en un tub fet d'or i lapislàtzuli. Per la natura mateixa de descompondre's de les palles de palla natural és difícil trobar-ne traces arqueològiques. A l'Argentina i l'Uruguai fan servir un tub metàl·lic anomenat bombilla, que s'assembla a una palla per prendre mate.
El 1800, les palles de Lolium es van posar de moda perquè eren barates i agradables, però tenien la tendència a diluir-se dins la beguda. Per fer front a aquestes deficiències, Marvin Stone el 1888 va patentar una palla moderna feta de paper. Segons la llegenda se li va ocórrer la idea quan, mentre bevia un Mint Julep un dia calorós a Washington, el gust del sègol es barrejava amb la beguda i li donava un sabor herbós que va trobar insatisfactori.
Fins 2021 el més habitual eren les palles de plàstica. En el marc del programa europeu per a reduir el volum dels residus, causat pel plàstic d'un sol ús, n'és prohibit la fabricació i la comercialització. A més d'alternatives de paper impermeable, s'observa un retorn a les palles de palla natural. Com que les recol·lectores modernes comprimeixen la palla i la fan inutilitzable, les cereals s'han de collir a mà per a conservar el tub. També és venen palles reutilitzables de vidre o d'acer inoxidable. Segons Donald Trump, president dels Estats Units, les palles de paper es fan malbé i exploten. El febrer 2025 en va decretar la prohibició als serveis públics federals i va ordenar al seu govern d'establir una estrategia per a rehabilitar les palles de plàstica arreu al país.